# Euphorbia eyassiana
Euphorbia eyassiana är en törelväxtart som beskrevs av Peter René Oscar Bally och Susan Carter. Euphorbia eyassiana ingår i släktet törlar, och familjen törelväxter.
Artens utbredningsområde är Tanzania. Inga underarter finns listade i Catalogue of Life.

## Bildgalleri

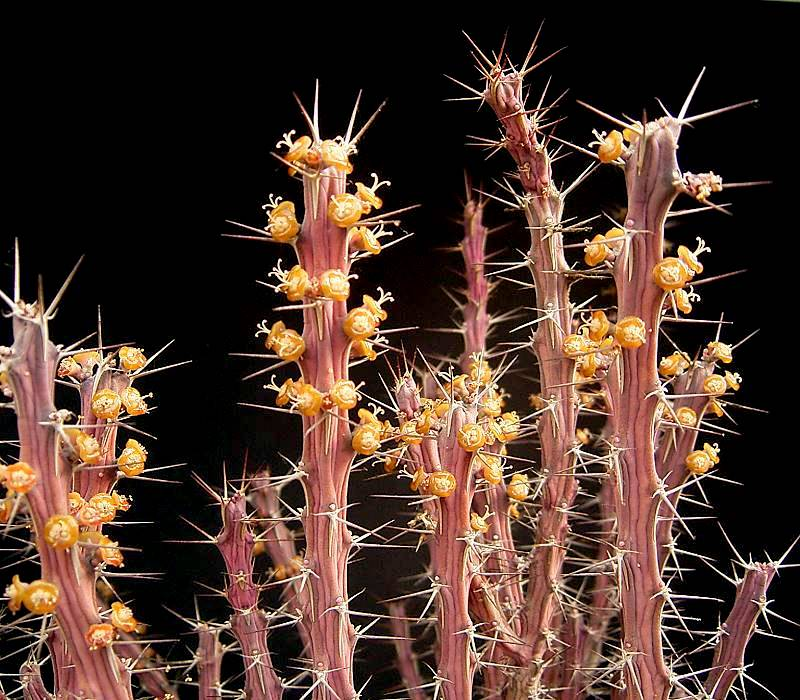